# Richard Leaf
Richard Leaf est un acteur britannique, né le 1er janvier 1967 qui a joué l'auror Dawlish dans le film Harry Potter et l'Ordre du phénix.

## Biographie

### Vie privée
Il est marié à l'actrice Tamsin Greig, qui a joué, entre autres, dans la série Black Books.

## Filmographie
- 1990 : Jupiter Moon (Série télévisée) : Byron Wilkinson
- 1990-1996 : The Bill (Série télévisée, 3 épisodes) : Joey Simms / Chris Perry / Youth
- 1991 : Trauma (Téléfilm) de Betsan Morris Evans : Youth at Station
- 1992 : Zorro (Zorro) (Série télévisée, 1 épisode) : Reynaldo
- 1993 : 15: The Life and Death of Philip Knight (Téléfilm) de Peter Kosminsky : Dr Robert Jones
- 1993 : The Buddha of Suburbia (Télésuite) : Photographe
- 1994 : Heartbeat (Série télévisée, 1 épisode) : Freddy
- 1995 : Braveheart (Film) de Mel Gibson : Gouverneur de York
- 1995 : Jack & Sarah (Film) de Tim Sullivan : Stoned Man
- 1995 : L'Île aux pirates (Cutthroat Island) (Film) de Renny Harlin : Snake the Lookout
- 1996 : Mary Reilly (Film) de Stephen Frears : Screaming Girl's Father
- 1996 : Neverwhere (Série télévisée, 2 épisode) : Iliaster
- 1997 : Ecce Pirate (Film) de Matthew Modine : Ecce Pirate
- 1997 : Le Cinquième Élément (Film) de Luc Besson : Voisin
- 1997 : This Is the Sea (Film) de Mary McGuckian : Pasteur Lamthorn
- 1997 : A Dance to the Music of Time (Série télévisée, 1 épisode) : Barnabas Henderson
- 1997 : A spasso nel tempo: l'avventura continua (Film) de Carlo Vanzina : Capo esercito inglese
- 1998 : Kavanagh (Kavanagh Q.C.) (Série télévisée, 1 épisode) : Martin Claydon
- 1998 : Oktober (Série télévisée, 3 épisodes) : Bruno
- 1999 : Médecins de l'ordinaire (Peak Practice) (Série télévisée, 1 épisode) : Dr Patrick Berry
- 1999 : Jeanne d'Arc (Film) de Luc Besson : la conscience jeune
- 2004 : Agatha Christie: A Life in Pictures de Richard Curson Smith : Gunman
- 2005: Dérapage (Derailed):  Réceptionniste
- 2006 : Penelope : Jack, le barman
- 2007 : Hannibal Lecter : Les Origines du mal (Hannibal Rising) de Pietro Scalia et Peter Webber : Father Lecter
- 2007 : Harry Potter et l'Ordre du phénix (Harry Potter and the Order of the Phoenix) de David Yates : John Dawlish
- 2008 : Captain Eager and the Mark of Voth de Simon DaVison : Colonel Regamun